# Ейърсъм Парк
„Ейърсъм Парк“ (на английски: Ayresome Park) е бивш стадион, старият дом на английския футболнен отбор „Мидълзбро“.
Построен е преди началото на сезон 1903/1904 и е в експлоатация до 1995 г., когато отборът се премества на новопостроения „Ривърсайд Стейдиъм“.
Рекордът по посещаемост е поставен на 27 декември 1949 г., когато 53 802 зрители наблюдават на живо срещата между „Мидълзбро“ и „Нюкасъл“. Стадионът е домакин на 3 мача от Световното първенство през 1966 г.: Северна Корея - СССР (0:3), Северна Корея - Чили (1:1) и Италия - Северна Корея (0:1).
В началото на 1990-те години се забелязва нуждата от сериозна реконструкция, още повече че според новите правила преди началото на сезон 1994/1995 всички стадиони от Висшата лига и Първа дивизия на Англия трябва да имат само седящи места. Вместо това през есента на 1994 г. започва строеж на нов стадион. Последният официален мач на „Ейърсъм Парк“ е победата на Боро над „Лутън Таун“ с 2:1 на 30 април 1995 г., след която отборът печели титлата в Първа дивизия и промоция за Висшата лига.
Стадионът е разрушен и теренът му е предоставен за жилищно застрояване. В знак на почит към стария стадион портите на Ейърсъм Парк са преместени и са издигнати пред главния вход на „Ривърсайд Стейдиъм“.